# Meir (Egypte)
Meir is een dorp in Egypte, waar enkele oud-Egyptische graven te vinden zijn. Het ligt enkele kilometers ten westen van het moderne Egyptisch stadje El-Qusiya, de site van het Oud-Egyptische stadje Qis, eens het centrum van de 14e nome (provincie) van Boven-Egypte.
De belangrijkste oud-Egyptische graven dateren uit de 6e t/m de 12e dynastie van Egypte. De decoratie van de wanden van de grafkamers werd vooral in reliëf uitgevoerd.